# Jankowo-Młodzianowo
Jankowo-Młodzianowo is een plaats in het Poolse district  Łomżyński, woiwodschap Podlachië. De plaats maakt deel uit van de gemeente Nowogród en telt 206 inwoners.